# 강길룡
강길룡(姜吉龍, 1968년 10월 14일 ~ )은 전 KBO 리그 쌍방울 레이더스와 두산 베어스의 투수이다.